# Stadin slangi
Stadin slangi, eller Helsingforsslang, är en lokal dialekt och en sociolekt av det finska språket som huvudsakligen används i huvudstaden Helsingfors. Den kännetecknas av ett stort antal utländska lånord som inte finns i andra finska dialekter.
Stadin slangi utvecklades i slutet av 1800-talet som en sociolekt bland de flerspråkiga i Helsingfors arbetarklass, där svensk- och finsktalande ungdomar levde tillsammans med ryska, tyska och olika andra språkliga minoriteter. Helsingforsslangen är inte en typisk finsk dialekt, för till skillnad från många andra delar av Finland var Helsingforsområdet övervägande svensktalande under den tid då Helsingfors stad ursprungligen utvecklades, och därför kännetecknas Helsingforsslangen av ett slående stort antal uppenbara utländska lånord. Ändå räknas stadin slangi som en egen dialekt, bland de "renare" dialekterna i andra delar av Finland.
Grammatiskt är stadin slangi baserad på vardagsfinska. Den kännetecknas av ett stort antal ord som ursprungligen är lånade från svenska, tyska och ryska, men numera främst engelska. Lånorden ersätter även några av de mest vardagliga finskspråkiga orden med utländska alternativ. Men när den talas av en finsktalande som modersmål, böjs alla ord enligt reglerna för talad finska, och språket låter distinkt finskt.
Språkets historia kan generellt delas in i den "gamla" slangen (vanha slangi) och den "nya" eller "moderna" slangen (uusi slangi). Gammal slang var vanlig i Helsingfors fram till mitten av 1900-talet och är tjockare och svårare att förstå för en utomstående, även för en som skulle känna till modern slang, eftersom den innehåller ett mycket större antal svenska, tyska och ryska lånord än den moderna varianten. Gammal slang talas mest av äldre helsingforsbor, av vilka många anser att det är den enda riktiga slangen. 
Den moderna sorten har utvecklats sida vid sida med det växande inflytandet från engelskspråkiga ungdomssubkulturer från och med 1950-talet. Den kännetecknas alltså av ett större inflytande av det engelska språket och det riktiga finska språket medan inflytandet från svenska, tyska och ryska har minskat.. Den moderna slangen är livskraftig och fortsätter att utvecklas. Den talas i varierande grad av nästan alla infödda helsingforsare.

## Etymologi
Helsingforsbor själva refererar aldrig till sin slang som Helsingin slangi (Helsingfors slang) utan istället som stadin slangi eller helt enkelt slangi. Stadi är ett slangord i sig, lånat från svenska 'stad'. Bokstavligen skulle namnet betyda "stadens slang", men stadi betyder alltid bara staden Helsingfors i slangen – alla andra städer hänvisas ovillkorligen till med det vanliga finska ordet för 'stad' (kaupunki).
Ännu viktigare är att Helsingforsslang strikt sett inte är en slang i ordets moderna definition, utan snarare en dialekt och en sociolekt. Termen slang har dock fastnat sedan länge, särskilt som språket refererar till sig själv som slangi.

## Historia

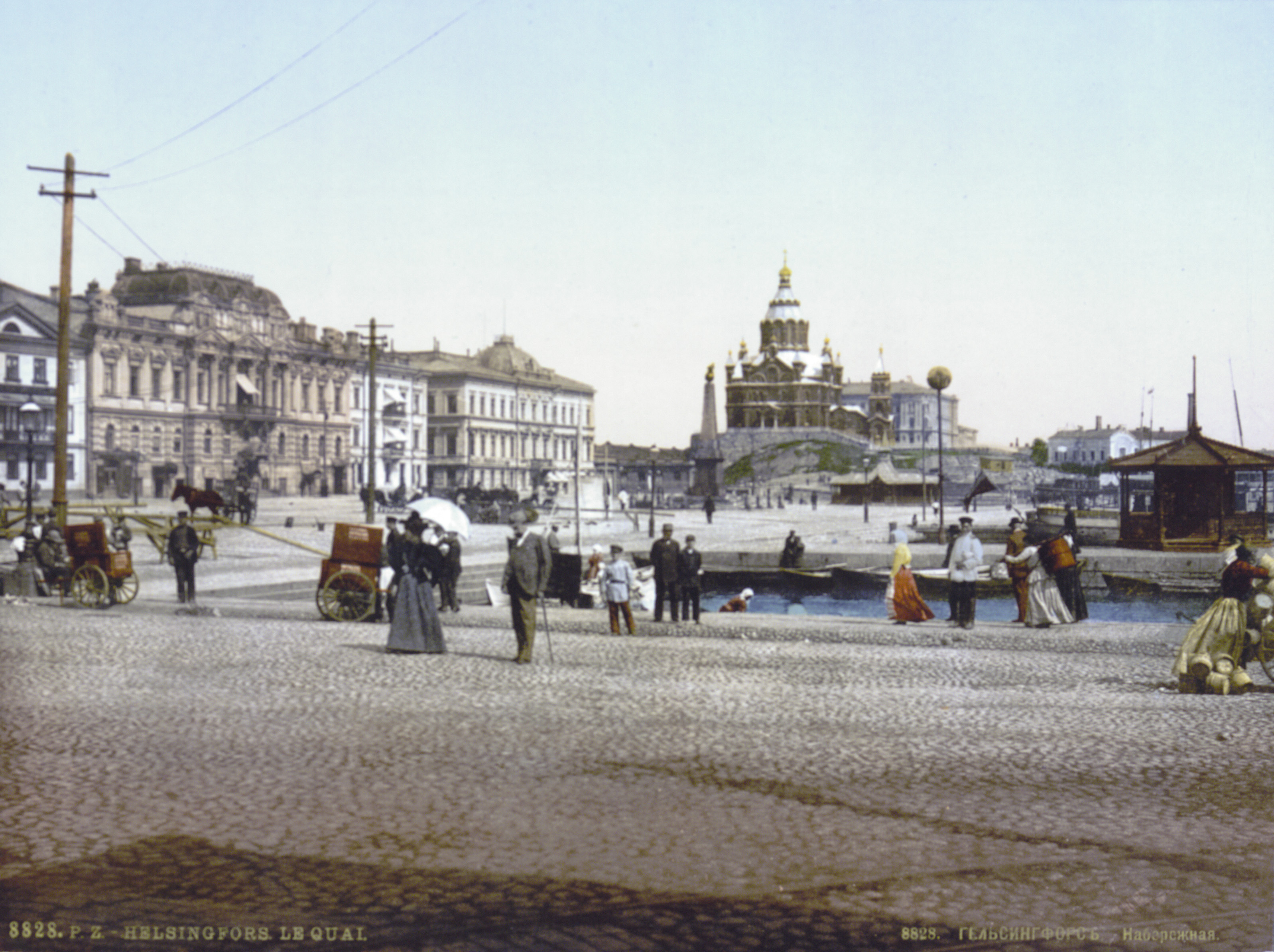
Helsingfors på 1890-talet

### Rötter i 1880-talet
Helsingfors grundades 1550 av Gustav Vasa i den svensktalande kustregionen i Finland. När Sverige 1809 förlorade Finland till det kejserliga Ryssland, blev Helsingfors huvudstad i Finland genom beslut av Alexander I av Ryssland. Helsingfors var vid denna tid nästan enspråkigt svenskt. År 1820, till exempel, bodde i staden cirka 4 500 människor, varav endast 5 % var finskspråkiga.
Med den nya huvudstadsstatusen byggdes stadens centrum upp och en kontinuerlig tillväxt upprätthölls. År 1880 hade befolkningen växt nästan tio gånger till 43 000, mestadels på grund av industrialiseringen. Detta förde ett ständigt ökande antal nya finskspråkiga personer ur arbetarklassen från hela landet till den till största delen svenskspråkiga staden. I folkräkningen 1870 talade 57 % av helsingforsarna svenska som hemspråk, 26 % finska, 12 % ryska och 2 % tyska, samtidigt som ett ökande antal invånare kunde både svenska och finska. Stadin slangi tros först ha börjat utvecklas bland 1880-talets blandspråkiga arbetarklass. Förutom svenska och finska kom inflytande från ryska och tyska.
Stadin slangi tros ha bildats naturligt som ett slags gemensamt språk för blandspråksbefolkningen som på grund av industrialiseringen flyttade in i samma stadsdelar och som till en början inte hade något gemensamt språk. Slangen kom att tjäna praktiska syften i vardagskommunikation och ömsesidig förståelse som ett gemensamt språk för de olika språkgrupperna. Vid den här tiden hade till exempel ungefär en femtedel av nygifta par olika modersmål.

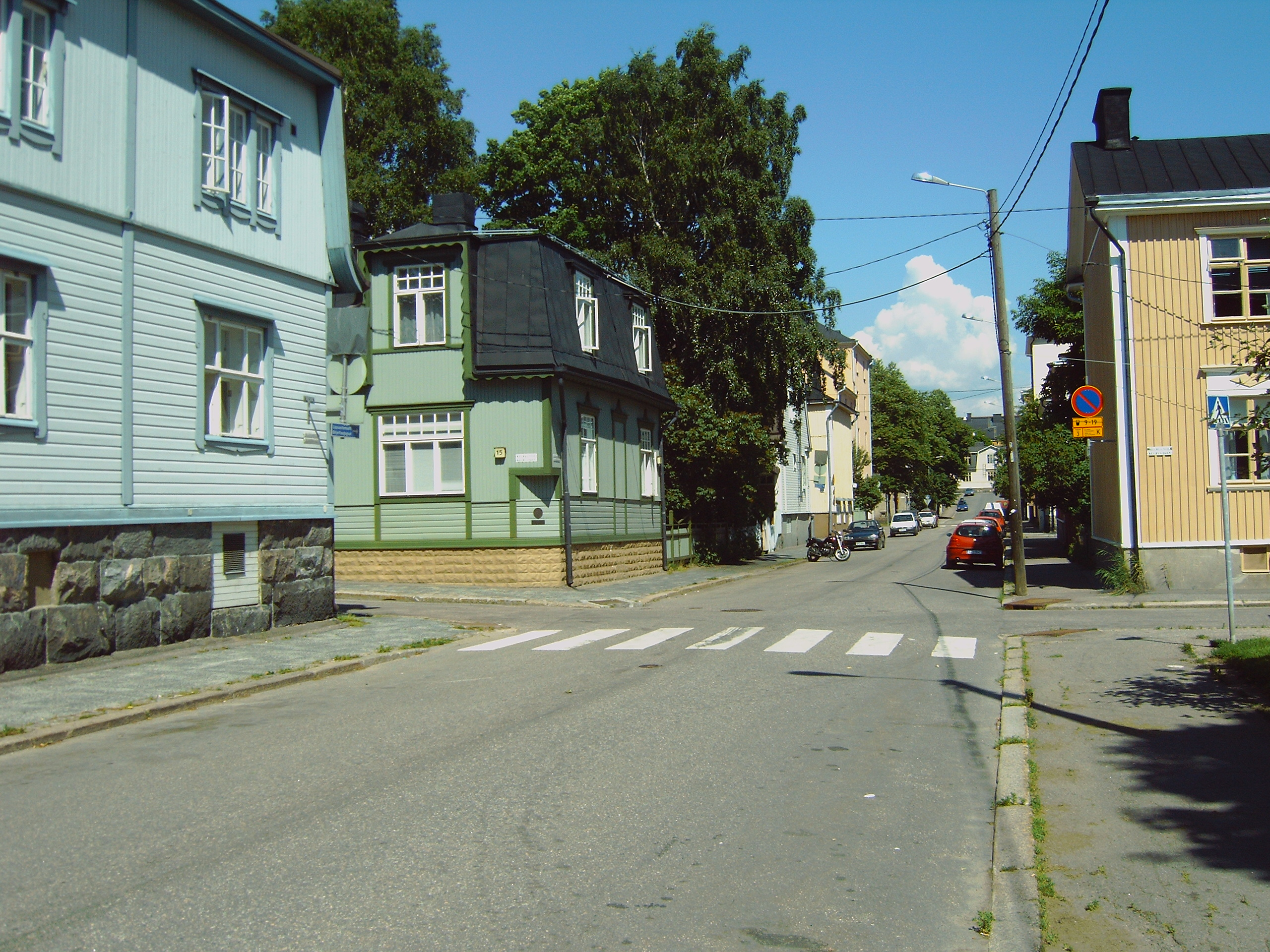
Stadsdelen Vallgård har fortfarande trähus från 1910-talet

Arbetarbefolkningen var vid denna tid koncentrerad till Berghäll, Vallgård, Sörnäs och Arabia. Stadin slangi föddes förmodligen först i dessa tätbefolkade stadsdelar i deras fabriker, i flerspråkiga hem, på marknader och på gatorna. Vissa har hänvisat till slangens rötter som ett pidginspråk eller lingua franca för denna flerspråkiga befolkning.

### Ungdomens språk
Redan tidigt var Stadin slangi särskilt ungdomens språk. Det kan ses som en social språkkod, genom vilken den mångkulturella och flerspråkiga arbetarklassens ungdom – en talgemenskap – bildade sin egen sociolekt. Grunden till detta växte till en början från deras behov av grundläggande vardagskommunikation, men snart kom slangen förmodligen att betyda en viss social status också. Johannes Kauhanen noterar på sin slanghistoriska sida att de första talarna av helsingforsslang förmodligen inte var de landsbygdsfödda lantbrukarna som flyttade för att arbeta i Helsingfors, utan deras barn.
Den första kända skriftliga redogörelsen av Helsingforsslangen är från novellen Hellaassa från 1890 av den unge Santeri Ivalo (ord som inte finns i eller avviker från sin tids standardfinska är kursiverade):

Kun minä eilen illalla palasin labbiksesta, tapasin Aasiksen kohdalla Supiksen, ja niin me laskeusimme tänne Espikselle, jossa oli mahoton hyvä piikis. Mutta me mentiin Studikselle suoraan Hudista tapaamaan, ja jäimme sinne pariksi tunniksi, kunnes ajoimme Kaisikseen.

### Modernisering
| År                                       | Finska | Svenska | Ryska | Engelska | Tyska |
| ---------------------------------------- | ------ | ------- | ----- | -------- | ----- |
| 1890–1920                                | >20    | 75      | <5    | <1       | <1    |
| 1900–1920                                | 30     | 69      | 2     | —        | —     |
| 1910–1940                                | 39     | 50      | 2     | 2        | 1     |
| 1979                                     | 60     | 20      | —     | 10       | —     |
| 1985–1989                                | 78     | 11      | —     | 9        | —     |
| Ungefärlig andel (%) ord enligt ursprung |        |         |       |          |       |

Den gamla slangen fortsatte att utvecklas fram till 1940-talet. 1944 slutade fortsättningskriget mellan Sovjetunionen och Finland i vapenstilleståndet i Moskva och Finland var tvungen att avstå stora delar av Karelen till Sovjetunionen. Cirka 430 000 människor blev flyktingar inom sitt eget land. Många av dem bosatte sig i Helsingfors medan övergången från jordbrukssamhället fortsatte allt starkare i samhället i stort.
I praktiken innebar de följande åren, särskilt 1960-talet, den andra stora inflyttningsvågen till Helsingfors. Detta hade en inverkan på slangen också. 1940-talet markerar början på den gradvisa övergången mellan den gamla slangen (vanha slangi) och modernt tal (uusi slangi).
Den nya befolkningen var, och fortsätter att vara, till stor del finskspråkig, och de svenska och ryska influenserna på språket har minskat sedan dess. Språket började röra sig mer mot allmänspråkig finska samtidigt som det fortfarande starkt lånade från den gamla slangen.
De följande generationerna växte också upp i en annan sorts kulturell miljö, där rikligare mängder främmande kultur, särskilt underhållning som film och musik, fanns och fortsätter att finnas tillgänglig. Det kulturella inflytandet från den engelsktalande världen, särskilt de nordamerikanska ungdomssubkulturerna, växte, och ett ökande antal engelskspråkiga ord började hitta vägen till den urbana Helsingforsungdomens språk. Med TV:ns popularitet och Internets tillkomst fortsätter denna trend allt starkare i dag.

#### Evolution
Även om helsingforsslangen ständigt utvecklas, liksom alla lokala dialekter, anser de flesta vuxna talare av helsingforsslang fortfarande att versionen före 1960-talet är den riktiga slangen. Många av de nu vuxna talare som växte upp med 1950-talsslangen anser att de moderna, huvudsakligen engelskt härledda slangtermerna är nyord. Även om ord är lånade till slangen är de fortfarande modifierade för att överensstämma med slangens fonotax. Som nämnts nedan skiljer sig fonotaxen något från den typiska vardagsfinskan.

## Språkets egenskaper
De lånade orden kan bryta mot finska språkets fonologiska regler, såsom vokalharmoni. De inkluderar också fonem /b/, /d/ och /g/ och konsonantkluster som /sn/ som sällan finns i andra finska dialekter. Ändå förblir orden obestridligt finska, de innehåller finsk grammatik och följer mestadels finsk fonologi. Vissa ganska godtyckliga, men kreativa och distinkt finska uttrycksfulla konstruktioner används ofta särskilt i den moderna slangen, t.ex. päräyttää.
Dessutom hittas godtyckliga modifikationer: dessa gör de resulterande slangorden främmande både för talare av vanlig finska och det lånande språket. Till exempel finlandssvenska (Sibbodialekt) burk 'ilsken, vresig' modifieras till spurgu 'fyllo', där det tillagda 's' är godtyckligt, liksom röständringen av 'k' till 'g'. Härledning av fillari, 'cykel' från velociped är ännu mer invecklad: velociped i svenska fikonspråket är filociped-vekon , som blev filusari och ytterligare fillari – endast 'l' är etymologiskt original. Faktum är att den nyare förkortningen av fillari, fiude, förlorar till och med 'l'.
Några utmärkande aspekter i Stadin slangi är:
- Mycket snabb takt i uttal och tal
- De tonande konsonanterna /b d ɡ/, som är sällsynta i standardfinska, är rikligt förekommande: budjaa ('bo'), brakaa ('gå sönder'), dorka ('tönt'), duuni ('arbete'), gimma ('tjej'), goisaa ('att sova'). Men många talare, särskilt i den moderna varianten, använder flera av dessa ord med röstlös /p t k/: prakaa, kimma, koisaa.
- Konsonantkluster i början av ord, som endast förekommer i sydvästfinska dialekter, är vanliga, som Stadi ('Helsingfors'), glesa ('sjuk'), skeglu ('kniv'), flinda ('flaska')
- Förkortade eller diminutiva former av ord. Vanliga substantivändelser som används inkluderar -is (fleggis 'öppen eld', kondis 'kondition'), -ari (Flemari 'Fleminginkatu, Flemingsgatan', snagari 'grillkiosk') och -de (krunde och klande "krona och klava" (standardfinska kruuna och klaava)
- Slang och främmande ords rötter överensstämmer inte med vokalharmonin, även om deras suffix gör det (Sörkka, Sörkasta mot Sörkkä, Sörkästä (av Sörnäs)[b], Tölika mot Tölikä (av Tölö), byysat mot byysät, 'byxor'). Detta påverkar inte inhemska finska ord.
  - Hos vissa talare går detta ännu längre; Standardfinska /æ/ och /ɑ/ verkar gå samman som /a/, en ny neutral vokal.  Tidigare har denna förändring skett i estniska och andra sydfinska språk.
- Överskotts-S som förekommer i början av ord bildar konsonantkluster: stoge av svenska 'tåg', skitta av svenska 'gitarr, skoude 'polis'
- Läspande /s/, uttalat som ett skarpt, dentalt /s̪/, eller till och med /θ/ som på engelska "thing". Detta anses vara ett feminint drag, men förekommer ibland också i mäns tal.

### Variation
Den gamla slangens ordförråd och talform hade en viss variation mellan olika delar av staden. Som nämnts ovan föddes språket norr om Långa bron, men det spred sig senare även till de södra stadsdelarna, inklusive Rödbergen (Rööperi på slang). Variationen var mest framträdande mellan slangen som talades på de bägge sidorna om bron.

## Användning och exempel
Många litterära verk på Stadin slangi innehåller långa meningar med en stor täthet av slangord, vilket gör dem särskilt svåra att tyda för den allmänna finskspråkiga befolkningen. Exempel där slangorden står i kursiv stil och i samma ordning i både original och översättning följer:
| Verk                                                | Slangversion | Finskt skriftspråk | Svensk översättning |
| --------------------------------------------------- | --- | --- | --- |
| Viivi & Wagner, ritad serie                         | Hei sporakuski, stikkaa dörtsi posee, tääl on galsa blosis, bonjaatsä?                                                                    | Hei raitiovaunun kuljettaja, laita ovi kiinni, täällä on kylmä viima, ymmärrätkö?                                                                  | Hej, spårvagnschaufför, stäng dörren, här blåser en kall vind, förstår du?                                                                   |
| Sami Garams slangversion av Kalle Anka              | Kelaa, Snadi Jeesaaja, kui iisii täl ois stedaa!                                                                                          | Ajattele, Pikku Apulainen, kuinka helppoa tällä olisi siivota!                                                                                     | Tänk, Lilla Hjälparen, hur lätt det skulle vara att städa med detta!                                                                         |
| Tuomari Nurmios låt "Tonnin stiflat                 | Klabbeissa on mulla tonnin stiflat. Ei ne tonnii paina, ne bungaa sen. Joskus mä stygen niille tsungaan, sillon kun mä muille tsungaa en. | Jaloissani minulla on tonnin kengät. Eivät ne tonnia paina, vaan maksavat sen. Joskus minä laulun niille laulan, silloin kun minä muille laula en. | På fötterna har jag ett tons skor. De väger inte ett ton, de kostar det. Ibland sjunger jag en sång för dem, när jag inte sjunger för andra. |
| Helsingfors ishockeyklubb HIFK:s säsongskortsannons | Kandee hiffaa skaffaa, et ei tartte bluffaa et ois kliffaa .                                                                              | Kannattaa tajuta hankkia, jotta ei tarvitse teeskennellä että on kivaa.                                                                            | Det lönar sig att förstå att skaffa, så du inte behöver låtsas ha kul .                                                                      |

Slangord följer normal finsk grammatik, oavsett deras etymologi. Helsingforsslang är dock alltid både talad och skriven som vardagsfinska, aldrig som finskt skriftspråk. Till exempel, "kan du fixa den i skick?" är "voitsä duunaa ton kondiksee?" på slang, där duunaa, 'att göra, att arbeta' och kondis, 'kondition, fungerande skick' är slangord. Försöker man skriva ovanstående mening i korrekt grammatisk form som i skriftspråket blir det "voitko (sinä) duunata tuon kondikseen?", vilket skulle vara felaktigt både på skriftspråk och på slang.
Stadin slangi används även av den svenskspråkiga minoriteten i Helsingfors. Modern helsingforsslang på svenska talas fortfarande på samma sätt som på finska, blandat med svenska och med svensk grammatik. Det tidigare exemplet "kan du fixa den i skick?" skulle vara "kan du duuna dendä' kondiksee?" på finlandssvensk Helsingforsslang. Samma mening skulle vara lika felaktig på grammatisk korrekt finlandssvenska också.

## Kända talare
Flera kända helsingforsbor, särskilt musiker, är kända för sin slang och har helt eller delvis uppträtt på slang offentligt.

### Musiker
- Georg Malmstén, musiker (aktiv 1930–1980)
- Tuomari Nurmio, rockmusiker (aktiv 1979–)
- Remu Aaltonen, rockmusiker (aktiv 1960–)
- Asa (Avain), finsk rapartist (aktiv 1990–)
- Steen1, rapartist (aktiv 1990–)
- Thono Slowknow, rapartist (aktiv 1996–)

### Författare
- Se avsnittet Litteratur

### Romaner och noveller
- Eero Salola: Ilman fritsaria (1920-talet)
- Pentti Saarikoski: Sieppari ruispellossa (Tammi, 1961) — Saarikoskis första finskspråkiga översättning av The Catcher in the Rye skrevs kontroversiellt på stadin slangi.
- Arvo Turtiainen: Minä paljasjalkainen (Tammi, 1962)
- Tauno Rautapalo: Pena kertoo stoorin (Otava, 1963)
- Edvard Janzon: Rundi stadis välil snadis (Gummerus, 1997) ISBN 951-20-5231-8
- Edvard Janzon: Palsa kanis, litski kalis (Gummerus, 2002) ISBN 951-20-6092-2
- Tuomas Vimma: Helsingfors 12 (Otava, 2004) ISBN 951-1-19642-1
- Arvo Pohjola: Himaföneri (Minimo.fi, 2005)
- Edvard Janzon: Villi Vallila (Kesuura, 2006) ISBN 951-812-112-5
- Sami Garam: Seitsemän broidii (Johnny Kniga, 2003)[8] — Sju bröder

### Serier
- Sami Garam: Aku Ankka – Rotsi on mut byysat puuttuu (2001) — Carl Barks Kalle Anka (namnet översätts till "Har en jacka men saknar byxor")
- Sami Garam: Snögeli ja seittemän snadii starbuu (WSOY, 2001) ISBN 951-0-25703-6 — Snövit och de sju dvärgarna
- Sami Garam: Jörde-Juge
- Sami Garam: Kessen rehukotsa (Egmont, 2005) ISBN 952-469-399-2 — Asterix och lagerkransen

### Ordböcker
- Heikki och Marjatta Paunonen: Tsennaaks Stadii, bonjaaks slangii: Stadin slangin suursanakirja (WSOY, 2000) ISBN 951-0-23239-4 – vann Tieto-Finlandia 2001
- Kaarina Karttunen: Nykyslangin sanakirja (WSOY, 1979) ISBN 951-0-09050-6
- Juhani Mäkelä: Stadin snadi slangisanakirja (WSOY, 1997) ISBN 951-0-22477-4
- Jukka Annala: Remusanakirja (Teos, 2008)

### Bibliska
- Olli Seppälä: Luukkaan evankeliumi slangiks skrivattuna (Kirjapaja, 2001) ISBN 951-625-740-2 — Lukasevangeliet
- Olli Seppälä: Stadilaisten katkismus (Kirjapaja, 2000) ISBN 951-625-676-7 — Katekesen
- Pentti Malaste: Uusi testamentti stadin slangilla (Gummerus, 2001) ISBN 951-20-5828-6 — Nya testamentet

### Övriga
- Erkki Johannes Kauhanen: Slangivisa (Tammi, 2002) ISBN 951-31-2533-5
- Erkki Mattsson: Ei se skulaa joka skagaa (Edico Oy, 1999) ISBN 951-97542-1-0 – En som är rädd spelar inte
- Erkki Mattsson: Griinataa kimpassa (Edico Oy, 2001) ISBN 951-97542-2-9 – Låt oss skratta tillsammans

### Ordböcker
- Slangi.nets ordbok, den mest omfattande online-slangordboken (Hakkeri.nets sökning till samma korpus)
- Urbaani sanakirja (Urban Dictionary) har många användargenererade översättningar, men är inte bara begränsad till Helsingforsslang